# بنی بوعلی
شهر بنی بوعلی (به عربی: بنی بوعلی) در الشرقیه در کشور عمان واقع شده‌است. جمعیت این شهر ۵۱٫۴۴۴ نفر است.